# Тарновець (Новотомиський повіт)
Тарновець (пол. Tarnowiec, нім. Tarnowitz) — село в Польщі, у гміні Львувек Новотомиського повіту Великопольського воєводства.
У 1975-1998 роках село належало до Познанського воєводства.